# Zálučí (odbočka)
Zálučí (nebo též Odb Zálučí) je odbočka, která se nachází v km 84,471 trati Praha–Vysočany – Turnov a v km 37,412 trati Bakov nad Jizerou – Kopidlno. Tato dopravna je současně hláskou pro úsek Bakov nad Jizerou – Mnichova Hradiště.  Nachází se severovýchodně od města Bakov nad Jizerou, na jehož katastrálním území leží.

## Historie
Odbočka byla zprovozněna 25. srpna 1883, současně s otevřením trati ze Zálučí do Libáně, čímž byl propojen celý úsek z odbočky Zálučí až do odbočky Kamensko.

## Popis odbočky
Odbočka je vybavena elektromechanickým zabezpečovacím zařízením, které je závislé na řídicím přístroji stanice Bakov nad Jizerou. Dopravní službu na stavědle odbočky slouží za normálního stavu signalista. V odbočce je jedna výhybka s elektromotorickým přestavníkem, kterou ovládá signalista odbočky. Odbočka je kryta třemi světelnými vjezdovými návěstidly ovládanými signalistou: S od Mnichova Hradiště, L od Bakova nad Jizerou a DS od Dolního Bousova. Jízda vlaků mezi odbočkou a Bakovem nad Jizerou a mezi odbočkou a Dolním Bousovem je zajišťována pomocí telefonického dorozumívání, mezi odbočkou a Mnichovým Hradištěm pak reléovým poloautomatickým blokem, který je však doplněn telefonickým dorozumíváním v úseku Bakov nad Jizerou - Mnichovo Hradiště.